# Куршаковы
Куршаковы — деревня в Котельничском районе Кировской области в составе Родичевского сельского поселения.

## География
Располагается на расстоянии примерно 5 км по прямой на запад-юго-запад от центра поселения деревни  Родичи.

## История
Известна как починок Куршаковский с 1873 года, когда тут было учтено дворов 4 и жителей 45, в 1905 (починок Куршаковский или Гогары) 14 и 87, в 1926 (деревня Куршаковы или Гагары) 21 и 117, в 1950 22 и 77, в 1989 уже не оставалось постоянных жителей.

## Население
Постоянное население  составляло 1 человек (русские 100%) в 2002 году, 2 в 2010.